# Volby do Státního shromáždění Republiky Slovinsko 2000
Volby do Státního shromáždění Republiky Slovinsko se konaly 15. října 2000. Volební účast byla 70,14 %. Voleno bylo 88 poslanců z 90, zbylí dva byli delegáti národnostních menšin.

## Volební výsledky
| Politický subjekt                          | Počet hlasů | Procenta | Mandáty |
| ------------------------------------------ | ----------- | -------- | ------- |
| Liberalna demokracija Slovenije            | 390 306     | 36,26 %  | 34      |
| Socialdemokratska stranka Slovenije        | 170 228     | 15,81 %  | 14      |
| Sdružena lista socialnih demokratov        | 130 039     | 12,08 %  | 11      |
| Slovenska ljudska stranka                  | 102 691     | 9,54 %   | 9       |
| Nova Slovenija – Kršcanska ljudska stranka | 93 247      | 8,66 %   | 8       |
| Demokratična stranka upokojencev Slovenije | 55 634      | 5,17 %   | 4       |
| Slovenska nacionalna stranka               | 42 214      | 4,39 %   | 4       |
| Stranka mladih Slovenije                   | 46 674      | 4,34 %   | 4       |